# 槐山郡
槐山郡（：／ Goesan gun */?）是韩国忠清北道中部的一个郡。面积842.1平方公里。人口37952人（2006年）。中部内陸高速道路经过。

## 象征
郡花：凤仙花、尾扇树
郡鸟：喜鹊
郡树：榉树

## 旅游
磨崖佛坐像、觉渊寺通一大师塔碑、宝安寺三层石塔、石造毘卢舍那佛坐像、柳根影帧、觉渊寺通一大师浮屠等。

## 友好城市
- 首爾冠岳區
- 首爾江南區
- 首爾九老區
- 仁川中區
- 京畿道安養市
- 京畿道安山市
- 京畿道義王市
- 中国吉林省集安市

## 外部連結
- 槐山郡政府官方網站

36°48′39″N 127°47′41″E / 36.8108333433°N 127.794722232°E